# Phú Xuân, Thanh Hóa
Phú Xuân là một xã thuộc tỉnh Thanh Hóa, Việt Nam.

## Địa lý
Xã Phú Xuân nằm hai bên bờ sông Mã ở vùng cao phía tây bắc tỉnh Thanh Hóa, có vị trí địa lý:
- Phía nam và đông nam giáp xã Hồi Xuân
- Phía đông bắc giáp xã Pù Luông
- Phía bắc và tây bắc giáp xã Phú Lệ
- Phía tây và tây nam giáp xã Nam Xuân.

Xã Phú Xuân có diện tích tự nhiên 102,36 km², quy mô dân số năm 2024 là 5.166 người, mật độ dân số đạt 50 người/km².

## Lịch sử
Sau năm 1954, Phú Xuân là một xã thuộc huyện Quan Hóa.
Ngày 29 tháng 2 năm 1988, Hội đồng Bộ trưởng ban hành Quyết định số 19/HĐBT (có hiệu lực kể từ ngày ban hành); xã Phú Xuân được chia thành 2 xã Phú Xuân, Thanh Xuân.
- Xã Phú Xuân còn 5.100 ha và 2.700 người, gồm 5 chòm bản: Bá, Mỏ, Mý, Pan, Phé
- Xã Thanh Xuân có 5.474 ha và 3.200 người, gồm 6 chòm bản: Bui, Giá, Sa Lắng, Tân Sơn, Thanh Sơn, Thu Đông.

Ngày 16 tháng 10 năm 2019, Ủy ban Thường vụ Quốc hội ban hành Nghị quyết số 786/NQ-UBTVQH14 về việc sắp xếp các đơn vị hành chính cấp xã thuộc tỉnh Thanh Hóa (nghị quyết có hiệu lực từ ngày 1 tháng 12 năm 2019). Theo đó, sáp nhập toàn bộ diện tích và dân số của xã Thanh Xuân trở lại vào xã Phú Xuân; xã Phú Xuân có diện tích 102,36 km² và dân số là 4.839 người.
Ngày 16 tháng 6 năm 2025, huyện Quan Hóa bị giải thể do bỏ cấp huyện; xã Phú Xuân chính thức là đơn vị hành chính trực thuộc tỉnh Thanh Hóa từ ngày 1 tháng 7 năm 2025.

## Hành chính
Xã Phú Xuân có 11 bản: Bá, Éo, Giá, Mí, Mỏ, Pan, Phé, Sa Lắng, Tân Sơn, Thu Đông, Vui.